# Kingoro Hashimoto
Kingorō Hashimoto (橋本 欣五郎, Hashimoto Kingorō, 19 de fevereiro de 1890 - 29 de junho de 1957) foi um soldado do Exército Imperial Japonês e político. Ele foi famoso por ter tentado duas vezes dar um golpe contra o governo civil na década de 1930.
Após o fim da guerra, ele foi condenado à prisão perpétua na prisão de Sugamo pelo Tribunal Militar Internacional para o Extremo Oriente. Ele morreu em 1957.